# 2,3-二甲基-2,3-丁二胺
2,3-二甲基-2,3-丁二胺是一种有机化合物，化学式为C6H16N2。它可由2,3-二硝基-2,3-二甲基丁烷在盐酸溶液中由锡还原得到。它和苯甲醛反应，可以得到2-苯基-4,4,5,5-四甲基咪唑啉。它和金属盐反应可以形成配合物。